# SäkI
SäkI var ett svenskt förvaltningsbolag med stora ägarintressen i Securitas AB, Assa Abloy AB samt AB Fagerhult. 
Bolaget bildades 1997 som en avknoppning från investmentbolaget Latour. De största tillgångarna var röststarka A-aktier i Assa Abloy och Securitas. SäkI var noterat på Stockholmsbörsen. År 2011 slogs bolaget åter samman med Latour — båda bolagen kontrollerades av Gustaf Douglas. Börsvärdet var vid sammanslagningen 3,6 miljarder kronor.